# 河原崎建三
河原崎 建三（かわらさき けんぞう、1943年11月3日 - ）は、日本の俳優。本名同じ。
アネモイエンタテインメント所属（メンバー）。

## 来歴、人物
四代目河原崎長十郎の子として東京都武蔵野市で育つ。早稲田大学卒業。
父である四代目河原崎長十郎の前進座の子役として舞台に立ち、1968年に映画『愛奴』で俳優デビュー。
2000年より東京都在住。東京と山梨県甲州市塩山を行き来している。
特技は日本舞踊、長唄、狂言。趣味は読書、バロック音楽を聞くこと、絵を描くこと。

## 家系
- 祖父：河原崎座座元八代目 河原崎権之助
- 叔父：二代目 河原崎権十郎（山崎屋）立役
- 従兄弟：三代目 河原崎権三郎　映画に行き父二代目権十郎に勘当される
- 従兄弟：三代目 河原崎権十郎（山崎屋）立役 菊五郎劇団
- 父：四代目 河原崎長十郎（山崎屋）立役 前進座創設メンバー
- 母：女優・河原崎しづ江（山岸しづ江、山岸しず江）前進座創設メンバー
- 長兄：俳優・河原崎長一郎（本名：統一）
- 次兄：俳優・河原崎次郎（本名：労作）
- 従姉：女優・岩下志麻（本名：篠田志麻）

## 私生活
妻は女優の大川栄子。

## 出演

### テレビ作品
- 泣いてたまるか 第42話「先生ラブレターを書く」（1967年、TBS / 国際放映）
- 大奥 第28話「美しき献身」、第29話「わが恋許すまじ」（1968年、KTV / 東映）
- 銭形平次（CX / 東映）
  - 第127話「おかめの涙」（1968年） - 芳太郎
  - 第398話「はやて駕籠」（1973年） - 忠助
  - 第510話「頑固おやじ」（1976年） - 源太
  - 第594話「冬の蜆」（1977年） - 七之助
  - 第789話「死罪を願う女」（1981年） - 宇之吉
  - 第823話「花嫁の幽霊」（1982年） - 幸吉
  - 第880話「花嫁殺人事件」（1984年） - 幸助
- 三匹の侍 第6シリーズ 第5話「浪人志願」（1968年、CX） - 常陸守・清忠
- ポーラテレビ小説 （TBS）
  - パンとあこがれ（1969年）
  - オランダおいね（1970年） - 二宮良成
  - ひまわりの道（1971年） - 藤井
- 無用ノ介 第9話「やってきた無用ノ介」（1969年、NTV / 国際放映） - 馬子の英次
- 水戸黄門（TBS / C.A.L）
  - 第1部 第9話「黄金の谷 -御油宿-」（1969年9月29日） - 多吉
  - 第3部 第20話「帰って来た男 -土佐-」（1972年4月10日） - 寅次
  - 第6部 第2話「哀愁稗搗節 -宮崎-」(1975年4月7日） - 栄治郎
  - 第9部 第15話「名工二代輪島塗り -輪島-」（1978年11月13日） - 左吉
  - 第11部 第23話「鎌倉彫にかけた意地 -鎌倉-」（1981年1月19日） - 伊助
  - 第14部 第22話「主人を救った献上銘菓 -長岡-」（1984年3月26日） - 栄吉
  - 第16部 第20話「九谷焼に賭けた兄弟愛 -大聖寺-」（1986年9月8日） - 清吉
  - 第23部
    - 第6話「姥捨は鬼の仕業 -小諸-」（1994年9月5日） - 伍平
    - 第26話「悪が群がる山鹿灯籠 -山鹿-」（1995年2月6日） - 文吉

  - 第25部 第23話「帰らぬ兄は逃亡者 -小松-」 （1997年6月2日） - 大前屋
  - 第28部 第32話「リストラを吹っ飛ばせ! -防府-」 （2000年11月6日） - 川野刑部
  - 第33部 第3話「亭主オロオロ女の決闘・有松」（2004年4月26日） - 高野屋新兵衛
  - 第35部 第17話「その女に飲ませるな! -阿蘇-」（2006年2月13日） - 三崎屋重兵衛
- 大河ドラマ（NHK）
  - 三姉妹（1967年） - 神保十三郎
  - 樅ノ木は残った（1970年） - 小助
  - 武田信玄（1988年） - 梁田政綱
  - 炎立つ（1993年） - 兵藤正経
  - 平清盛（2012年） - 滝次
- 徳川おんな絵巻 第9話「新入り女中大活躍」、第10話「女と男の決斗」（1970年、KTV / 東映）
- 千葉周作 剣道まっしぐら　第6話「江戸へ一本道」（1970年、TBS）- 坂井鷹次郎
- おゝい雲（1971年、NHK） - 桑原俊夫 役
- 大忠臣蔵 第10話「葬られた嘆願書」（1971年、NET / 三船プロ） - 浅野大学
- ザ・ガードマン 第319話「殴りこみホットパンツ大作戦」（1971年、TBS / 大映テレビ室）
- 君たちは魚だ（1972年、ABC）
- 忍法かげろう斬り 第7話「辻斬り将軍」（1972年、KTV / 東映） - 徳川家光
- 太陽にほえろ! （NTV / 東宝）
  - 第3話「あの命を守れ!」（1972年） - 早川了
  - 第283話「激突」（1977年） - 原口巡査（七曲署交通課）
  - 第452話「山さんがボスを撃つ!?」、第453話「俺を撃て! 山さん」（1981年） - 寺田安男
  - 第663話「1970年9月13日」（1985年） - 木崎一雅
- あおによし（1972年、NHK）
- 長谷川伸シリーズ 第5話「町のいれずみ者」（1972年、NET / 東映） - 三次郎
- 赤ひげ 第26話「暁を告げる声」（1973年、NHK）
- トリプル捜査線 第4話「怪談・結婚の夜に花嫁が消える」（1973年、CX / 大映テレビ）
- 狼・無頼控 第8話「恐怖の夜叉面」（1973年、MBS / 大映テレビ） - 前島伊十郎
- 白い滑走路（1974年　TBS / 松竹） - 松本洋一
- 霧の感情飛行（1975年、ABC）
- 座頭市物語 第19話「故郷に虹を見た」（1975年、CX / 勝プロ） - 清次
- Gメン'75 第8話「裸の町」（1975年、TBS / 東映） - 門脇信一
- TOKYO DETECTIVE 二人の事件簿 第33話「結婚に殺された女」（1975年、ABC / 大映テレビ）
- 痛快!河内山宗俊 第12話「ぬれ手に油の三万両」（1975年、CX / 勝プロ） - 仙太
- 俺たちの旅 第14話「馬鹿がひとりで死んだのです」（1976年、NTV / ユニオン映画）
- 金曜劇場 / 前略おふくろ様 第2シリーズ 第1話（1976年、NTV / 渡辺企画） - 巡査
- 連続テレビ小説（NHK）
  - 火の国に（1976年） - 桜木鉄次郎
  - ハイカラさん（1982年） - 仙太郎
- 必殺シリーズ（ABC / 松竹）
  - 新・必殺仕置人 第1話「問答無用」 - 第40話「愛情無用」（1977年） - 死神
  - 必殺仕事人IV 第12話「勇次 鼠小僧と間違えられる」（1984年） - 青山十郎
  - 必殺仕事人V 第12話「組紐屋の竜 忍者と闘う」（1985年） - 野猿
  - 必殺仕事人V・激闘編 第4話「顔と態度で損した親分の一生」（1985年） - 仁吉
- 桃太郎侍（NTV / 東映）
  - 第33話「のれん分け油地獄」（1977年） - 新八
  - 第79話「女を変える化粧水」（1978年） - 弥平次
  - 第164話「お袋さんと呼ばれたい」（1979年） - 飛騨屋久蔵
  - 第228話「花嫁の父、引き受けます」（1981年） - 仙吉
- 大岡越前 （TBS / C.A.L）
  - 第5部 第20話「酒に呑まれた男」（1978年6月19日） - 清吉 ※ 河原崎健三名義
  - 第8部 第19話「闇夜に咲いた魔性の女」（1984年11月19日） - 六之助
  - 第9部 第25話「怨みを買った男」（1986年4月14日） - 芳松
  - 第11部 第15話「怨念消した花嫁姿」（1990年7月30日） - 惣次
  - 第12部 第2話「無慈悲裁いた怒りの白洲」（1991年10月21日） - 観音の乙次
  - 第14部 第2話「罪を前払いした男」（1996年6月24日） - 長吉
  - 第15部 第6話「大江戸韋駄天競争」（1998年10月5日） - 宝来屋
- 江戸の鷹 御用部屋犯科帖 第29話「三途ノ川の子守歌」（1978年、ANB / 三船プロ） - 弥次郎
- 風鈴捕物帳 第8話「さらば借金地獄」（1978年、ANB / 東映）
- 疾風同心 第3話「涙の張り込み」（1978年、12ch / C.A.L） - 安次郎
- 土曜ドラマ（NHK）
  - 松本清張シリーズ・虚飾の花園（1978年） - 田村刑事
  - 監査法人（2008年）
  - リミット -刑事の現場2- 第5話「最後の審判」（2009年） - 上司
- 新五捕物帳（NTV / ユニオン映画）
  - 第49話「葵頭巾参上」（1978年） - 加兵衛
  - 第71話「恋情け涙の十手」（1979年） - 喜太郎
- 柳生一族の陰謀 第20話「花の吉原で何かが起きる?」（1979年、KTV / 東映） - 丹後守正勝
- 明日の刑事 第64話「バスの中で少女が死んだ!?」（1979年、TBS / 大映テレビ）
- 野性の証明（1979年、MBS） - 竹村捜査課長
- 魔女伝説（1979年、CX）
- 遠山の金さん 杉良太郎版（NET/東映）
  - 第1シリーズ 第79話「巡礼お勝参上」（1977年）-佐吉
  - 第2シリーズ 第16話「命ぎりぎり夫婦花」（1979年） - 和吉
- 八丁堀暴れ軍団 第9話「島を抜けた模範囚」（1979年、12ch / C.A.L） - 源吉
- 七人の刑事 第3シリーズ 第61話「弟よおまえを殺す!」（1979年、TBS）
- ゴールデンドラマシリーズ / 駆け込みビル7号室 第11話「逃亡者! 見てはならないものを見た男」（1979年、CX / 三船プロ） - 結城
- 江戸の牙 第15話「遺恨 鮮血の伴天連印」（1980年、ANB / 三船プロ） - 佐七
- 銀河テレビ小説 / 家族日記（1979年、NHK） - 耕一
- 非情のライセンス 第3シリーズ 第3話「兇悪の赤い薔薇・禁じられた愛」（1980年、ANB / 東映） - 達岡徹
- 大捜査線 第17話「愛の哀しみ-婦人警察官-」（1980年、CX）
- 同心部屋御用帳 新・江戸の旋風 第27話「怪談・消えた娘」（1980年、CX / 東宝） - 仁吉
- 大江戸捜査網 第462話「浮世絵が明かす大爆破の謎」（1980年、12ch / 三船プロ） - 夢源
- 水曜時代劇 / 御宿かわせみ 第15話「江戸は雪」（1981年、NHK）
- 江戸の用心棒 第4話「生駒屋おりく」（1981年、CX / 東宝 / 映像京都） - 貞七
- 火曜サスペンス劇場（NTV）
  - 明日に別れの接吻を（1981年）- 浦松周作
  - 赤の組曲（1982年）
  - 恐怖（1983年）
  - 密室航路（1983年）- 萩原洋次郎
  - 追跡（1997年） - 飯島健二
- 影の軍団III（1982年、KTV / 東映） - ギヤマンの竜軒
- 眠狂四郎無頼控 第3話「魔性の血を宿す妻」（1983年、TX） - 宮部多九郎
- 花王 愛の劇場→愛の劇場（TBS）
  - 母も娘も（1983年）
  - 永遠の1/2（2000年）
  - 太陽と雪のかけら（2002年）
- 婦警さんは魔女（1983年、TBS / 大映テレビ） - 加藤刑事課長
- 暴れ九庵 第11話「愛して殺して!」（1984年、KTV / 東宝） - 庄吉
- 遠山の金さん（ANB / 東映） ※高橋英樹版
  - 遠山の金さん 第103話「夜叉面の罠! 愛に棄てられた女」（1984年）
  - 遠山の金さんII 第4話「匕首殺人・芸者小照の天国に結ぶ恋!」（1985年） - 三次
- 特捜最前線 第398話「摂氏1350度の殺人風景!」（1985年、ANB / 東映）
- 小さな訪問者（1985年、THK）
- 誇りの報酬 第15話「刑事になった理由」（1986年、NTV / 東宝） - 後藤俊治
- 現代恐怖サスペンス / イジメは高くつく（1986年9月22日）
- 土曜ワイド劇場→日曜ワイド（ANB→EX）
  - 小樽殺人事件・北海〜能登〜安曇野・黒揚羽蝶は死の予告!オタモイ岬の女（1986年）
  - 西村京太郎トラベルミステリー 第18作「オホーツク殺人ルート さい果てツアーの謎!」（1990年） - 水野刑事
  - 眠りの森の美女殺人事件（1993年9月11日） - 梶田康成
  - 名探偵由利麟太郎 蝶々殺人事件（1998年） - 牧野謙三
  - 松本清張没後10年企画・疑惑（2003年） - 佐藤文治
  - デパート仕掛け人!天王寺珠美の殺人推理 第6作（2013年、ABC） - 大場和志
  - 家裁調査官・山ノ坊晃 第2作（2017年） - 藤ヶ丘浩一郎
- 銀河テレビ小説（NHK）
  - かなかなむしは天の蟲（1987年） - 川原京一
- 若大将天下ご免! 第13話「お空が眩しいジャジャ馬娘!」（1987年、ANB / 東映） - 利三郎
- ジャングル 第13話「逮捕のあと」（1987年、NTV / 東宝） - 岩本功二
- 銭形平次 第20話「子供の目」（1987年、NTV / ユニオン映画） - 直次郎
- 名奉行 遠山の金さん（ANB / 東映）
  - 第1シリーズ 第2話「女盗賊の三つの謎」（1988年） - 源三
  - 第5シリーズ 第14話「浮世絵連続殺人!」（1993年） - 京華堂栄三郎
  - 第6シリーズ 第11話「復讐の女絵草子」（1994年） - 越後屋宗右衛門
  - 遠山の金さんVS女ねずみ 第8話「謎!謎!!白い肌の幽霊殺し」（1997年） - 服部道庵
- 12時間超ワイドドラマ
  - 大忠臣蔵（1989年） - 清水一学
- 土曜グランド劇場（NTV）
  - 明日はアタシの風が吹く（1989年）
  - 金田一少年の事件簿 第2シリーズ 第6話「異人館ホテル殺人事件」（1996年） - 雪村剛三
- 月影兵庫あばれ旅 第1シリーズ 第3話「蔭で糸引く奴の顔」（1989年、TX / 松竹） - 中山恵吾
- 優しい関係（1990年、CBC）
- 三匹が斬る!（ANB / 東映）
  - 続続・三匹が斬る! 第10話「怪盗ムツゴロウ、祭囃子を聞いて死ね!」（1990年） - 仙吉（灰神楽のムツゴロウ）
  - また又・三匹が斬る! 第16話「偽三匹、どんでん返しの離れ業」（1991年） - 二宮監物
  - 新・三匹が斬る! 第7話「座敷童子、見たか聞いたか百万両」（1992年） - 村雨采女
- 燃えよ剣（1990年、TX） - 新見錦 役（河原崎健三 名義）
- 世にも奇妙な物語（CX）
  - '91冬の特別編 「ハッピーバースデイ・ツー・マイホーム」（1991年12月26日） - 父 役
  - '96冬の特別編 「赤ちゃん養育ソフト」（1996年1月4日） - 服部 役
- 12時間超ワイドドラマ（TX）
  - 天下の副将軍水戸光圀 徳川御三家の激闘（1992年） - 藤井紋大夫
  - 炎の奉行 大岡越前守（1997年） - 秋月重信
- 八百八町夢日記 第2シリーズ 第13話「ツいてない男」（1992年、NTV / ユニオン映画） - 銀次
- 二十歳の約束（1992年、CX） - 日吉監督
- 金田一耕助の傑作推理 / 病院坂の首縊りの家（1992年、TBS）
- 銭形平次（CX / 東映） ※北大路欣也版
  - 第2シリーズ 第17話「追われる男」（1992年） - 権八
  - 第4シリーズ 第6話「四番目の男」（1994年） - 湊屋
- 金曜エンタテイメント（CX）
  - 松本清張の異変街道（1993年） - 平作
  - 鍵師 第4作「盗まれた高額宝石を追え!」（1996年） - 近藤沙織の父
- ザ・ワイドショー（1994年、NTV） - 田口刑事
- お金がない! 第6話「愛情もない!」（1994年、CX） - 岩崎美雄
- 江戸の用心棒（NTV / ユニオン映画）
  - 江戸の用心棒 第9話「残酷!拝領妻」（1994年） - 八田敬四郎
  - 江戸の用心棒II 第16話「危うし!朝霞清三郎」（1996年） - 茂原伝八郎
- 鬼平犯科帳（CX / 松竹） ※中村吉右衛門版
  - 第5シリーズ 第4話「市松小僧始末」（1994年） - 仙之助
  - 第7シリーズ 第5話「礼金二百両」（1997年） - 山中伊助
- 江戸を斬るVIII 第20話「父の敵は十手持ち」（1994年、TBS / C.A.L） - 駒吉
- さすらい刑事旅情編VII 第9話「証言拒否! 痴漢を告発した女」（1994年、ANB / 東映）
- 照柿（1995年、NHK BS2） - 林警部 役[4]
- はみだし刑事情熱系 PART1 第18話「殺しの罠・父娘の愛」（1997年、ANB / 東映） - 小山隆一
- はぐれ刑事純情派 第10シリーズ 第23話「狙われた女子寮! 娘の婚約」（1997年、ANB / 東映）
- 御家人斬九郎 第2シリーズ 第2話「居残り」（1997年、CX / 映像京都） - 文左衛門
- 新・半七捕物帳（1997年、NHK）第7話「槍突き」- 幸吉
- 暴れん坊将軍シリーズ（ANB / 東映）
  - 暴れん坊将軍VIII 第13話「欲望のくし 美しき人妻の苦悩」（1997年） - 由兵衛
  - 暴れん坊将軍X 第6話「大嘘つきの美女!愛を試した裏帳簿」（2000年） - 門前仲町の勝蔵
- 失楽園（1997年、NTV） - 水口吾郎
- 奇跡の人（1998年、NTV）
- 氷の世界（1999年、CX）
- 田村正和スペシャル 眠狂四郎 IV 雪の夜に私を殺して! 狂四郎を愛し続けた女（1998年、ANB / 東映）- 深見典膳
- 隠密奉行朝比奈 第2シリーズ 第10話「朝比奈暗殺計画」（1999年、CX / 東映）-谷田部采女
- 東芝日曜劇場 / ビューティフルライフ（2000年、TBS） - 町田雄一（杏子の父） 役
- 女と愛とミステリー（TX）
  - 事件記者 浦上伸介 第1作「みちのく角館殺人事件」（2001年） - 沢渡医師 役
  - 松本清張特別企画・喪失の儀礼（2003年） - 須田一係長 役
  - 篝警部補の事件簿 - 梅宮圭介 役
    - 第1作「富士六湖殺人水脈」（2003年）
    - 第2作「八丈・金沢殺人水脈」（2004年）
- モーニング娘。サスペンスドラマスペシャル / 三毛猫ホームズの犯罪学講座（2002年、TBS）
- 水曜劇場 / TEAM スペシャル3（2002年、CX） - 風見勇治
- 月曜ミステリー劇場 / 上条麗子の事件推理 第3作「死を呼ぶ遺産相続」（2003年4月14日、TBS） - 椎名英輔
- 逃亡者 おりん 第17話「母娘哀しき大和路」（2007年2月23日、TX） - 脇坂大膳
- 安宅家の人々（2008年、CX） - 玉木光春
- パナソニック ドラマシアター / ハンチョウ〜神南署安積班〜 シリーズ1（2009年、TBS） - 藤崎
- ドラマW（WOWOW）
  - 誘拐（2009年）
  - 蛇のひと（2010年） - 功太夫
  - 連続ドラマW / 天の方舟（2012年 - 2013年）
  - アキラとあきら 第8話（2017年）
- BS時代劇 / 大岡越前2 第2話「狙われた越前」（2014年、NHK BSプレミアム / C.A.L） - 元三
- 月曜ミステリーシアター / SAKURA〜事件を聞く女〜 第6話（2014年、TBS） - 鍋島泰明
- 新・牡丹と薔薇（2015年、THK） - 西山今朝義

### 映画
- ひろしま（1953年、監督：関川秀雄） - 子役（河原崎健三名義）
- 足摺岬（1954年、北星、監督：吉村公三郎） - 子役
- しいのみ学園（1955年、新東宝、監督：清水宏） - 子役
- 愛奴（1969年、松竹）
- 喜劇 女は度胸（1969年、松竹）
- 男はつらいよ フーテンの寅（1970年、松竹） - 信夫
- たぬき坊主（1970年、松竹）
- 儀式（1971年、ATG）
- 卑弥呼（1974年、ATG）
- 鍵（1974年、日活）
- 青春の蹉跌（1974年、東宝）
- あばよダチ公（1974年、日活）
- オレンジロード急行（1978年、松竹）
- 愛の亡霊（1978年、東宝東和）
- 本日ただいま誕生（1979年、東映）
- 戦国自衛隊（1979年、角川映画 / 東宝） - 加納康治
- セカンド・ラブ（1983年、東映）
- マドンナのごとく（1990年、東映）
- 曼荼羅 若き日の弘法大師・空海（1991年、東宝）
- 集団左遷（1994年、東映） - 柳町敏夫 役
- きけ、わだつみの声 Last Friends（1995年、東映）
- 勝手にしやがれ!! 逆転計画（1996年、ケイエスエス）
- 必殺! 主水死す（1996年、松竹） - 秦野平之進 役
- パラサイト・イヴ（1997年、東宝）
- 借王6 ナニワ相場師伝説（1999年、日活）- 井上 役
- ホワイトアウト（2000年、東宝） - 石坂昌弘 役
- セピア色の風景（2000年、人権・同和教育映画/共和教育映画社） - 森泰秀 役
- 案山子 KAKASHI（2001年、プラネットエンターテイメント）
- 宣戦布告（2002年、東映） - 村尾悟 役
- blue（2003年、スローラーナー）
- 草の乱（2004年、映画「草の乱」製作委員会） - 宮川津盛 役
- スパイ・ゾルゲ（2004年、東宝） - 朝日上海通信局長 役
- 眉山（2007年、東宝）
- RAILWAYS 49歳で電車の運転士になった男の物語（2010年、松竹） - 専務
- 桜田門外ノ変 （2010年、東映）
- 希望の国（2012年、ビターズ・エンド）
- ROUTE42（2013年、監督 - 瀬木直貴）
- 僕たちの高原ホテル（2013年） - 相沢健三郎 役

### オリジナルビデオ
- 米百俵 小林虎三郎の天命（1993年）
- フェラーリ2 勝利への疾走（1996年、大映）
- 難波金融伝・ミナミの帝王 27「仮面の女」（2004年、Softgarage） - 城戸社長

### CM
- NEC エコPC（2009年 - ）
- NEC スマートハウス（2011年5月11日 - ）
- アイリスオーヤマ　低温製法米の美味しいご飯（2020年12月 - ）